# Cladosictis
Cladosictis — вимерлий рід південноамериканських метатерій з Патагонії, Аргентини (формації Chichinales, Cerro Bandera, Sarmiento і Santa Cruz) і Чилі (формація Río Frias).

## Опис
Це була видроподібна істота довжиною близько 80 сантиметрів. Його тіло і хвіст були довгими, кінцівки короткими. Cladosictis, ймовірно, полював на дрібних істот у низьких заростях, використовуючи свою низьку позу для прикриття. Можливо, він також харчувався яйцями птахів і рептилій. З гострими іклами та ріжучими хижими зубами зуби Cladosictis були схожі на зуби хижих, хоча ці групи не були пов'язані.